# Monumento a Garibaldi (Livorno)
Il monumento a Garibaldi è una statua in marmo di Livorno, situata al centro dell'omonima piazza.

## Storia
Il 3 giugno 1882, all'indomani della morte di Giuseppe Garibaldi, il consiglio comunale di Livorno deliberò l'avvio di una sottoscrizione per l'erezione di un monumento in piazza Rengoni, che avrebbe preso il nome di piazza Garibaldi.
Successivamente prese corpo l'idea di innalzare il monumento in uno slargo all'inizio del lungomare, ma la cittadinanza si oppose chiedendo la collocazione in piazza Rengoni, nel contesto di un quartiere più centrale e popolare.
L'opera, realizzata dallo scultore Augusto Rivalta, fu inaugurata il 25 agosto 1889, mentre il basamento fu progettato da Angiolo Badaloni.

## Descrizione
La fisionomia e l'abbigliamento di Garibaldi, ritratto in piedi, sono analoghi a quelli riprodotti in altre opere del Rivalta, che nel corso della sua carriera artistica realizzerà altre tre statue dedicate all'«eroe dei due mondi».
L'opera livornese, rispetto ai monumenti che seguiranno, ha comunque un'impostazione più solenne: la figura, coperta da un ampio mantello, si eleva su uno sperone roccioso, su cui posa il piede destro.
Il basamento in granito, realizzato in stile neoclassico, riporta la scritta: "A Giuseppe Garibaldi i Livornesi 1889".